# Сухово-Кобылина, Софья Васильевна
Со́фья Васи́льевна Сухово́-Кобы́лина (1825—1867) — русская художница, пейзажистка и портретистка, первая выпускница Императорской Академии художеств, удостоенная большой золотой медалью (в 1854); младшая сестра драматурга Александра Сухово-Кобылина и писательницы Евгении Тур.

## Биография

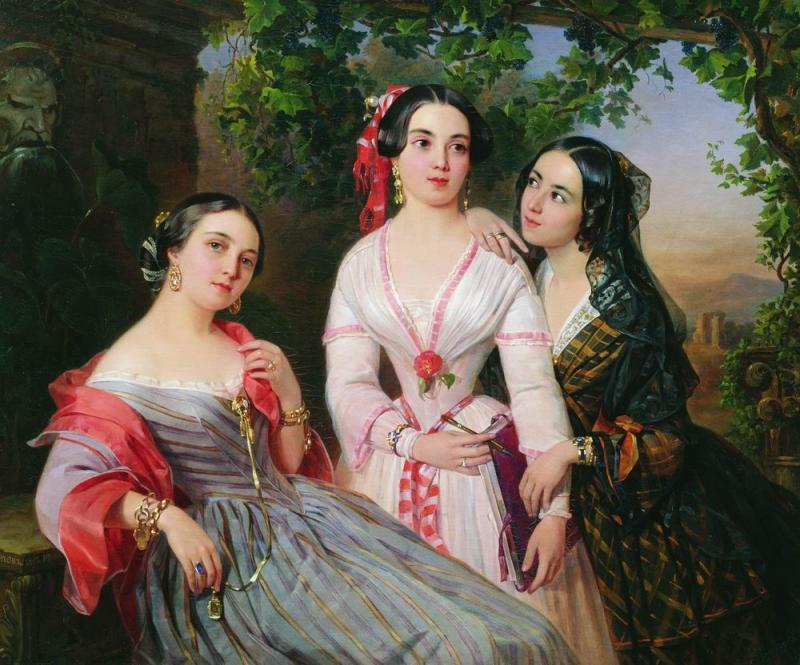
П. Н. Орлов. Портрет сестёр Сухово-Кобылиных. 1847
Слева направо: Елизавета (писательница Евгения Тур), Софья и
Евдокия (в браке Петрово-Соловово).

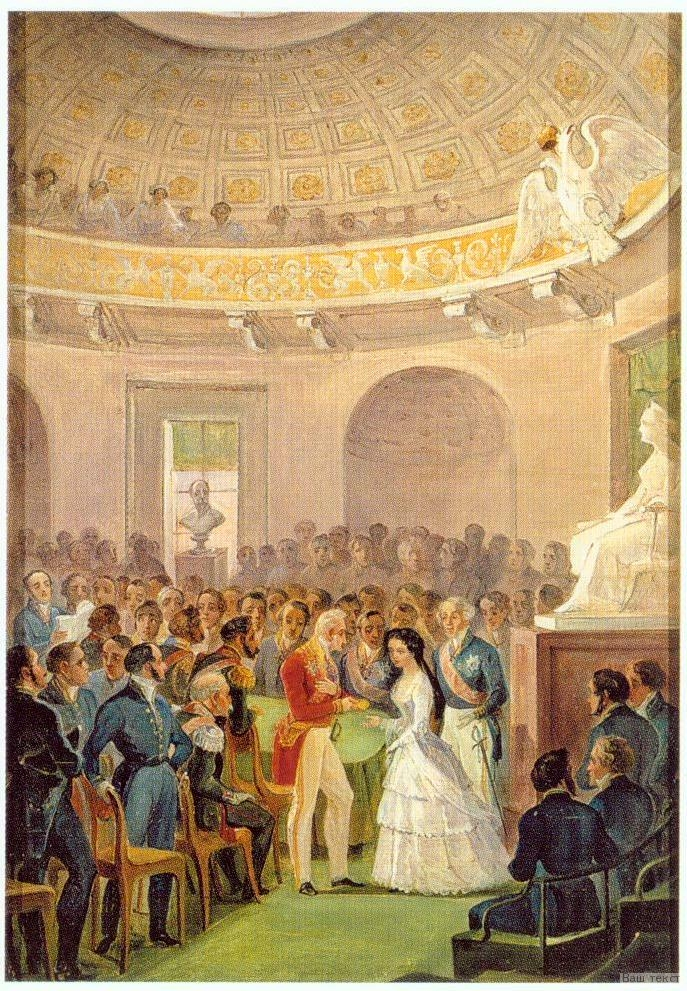
Софья Васильевна Сухово-Кобылина, получающая на Акте в Академии художеств большую золотую медаль (1854)

Софья Васильевна Сухово-Кобылина родилась в богатой помещичьей семье. Она была младшей из пяти детей полковника Василия Александровича Сухово-Кобылина (1782—1873), участника войны 1812 года, предводителя дворянства Подольского уезда и Марии Ивановны Шепелевой (1789—1862). Так же как сёстры и брат, получила прекрасное домашнее образование под руководством ведущих профессоров Московского университета того времени. Однако в отличие от других членов семьи она решила посвятить свою жизнь художественному творчеству.
Учителем живописи Софьи Васильевны был пейзажист Егор Мейер. Быстро распознав в девушке художественный талант вкупе с трудолюбием и целеустремлёностью, академик Мейер ходатайствовал о её приеме в Императорскую Академию художеств. Уже первая курсовая работа — картина, выставленная ею на конкурсе в Академии художеств, — пейзаж «Дорога на берегу реки» (1849), получила высокие оценки педагогов.
В 1850—1851 годах Софья Васильевна под руководством Мейера вместе с другими его учениками совершила первую поездку в Италию и один из пейзажей написанных здесь, посланный в Академию в качестве экзаменационной работы, был удостоен малой серебряной медали. Этот пейзаж заканчивался в Выксе, где в имении Николая Дмитриевича Шепелева, родственника Сухово-Кобылиных, Софья Васильевна была вместе с Мейером и товарищами-академистами летом 1851 года. В Выксе она провела осень 1851-го и зиму 1852 годов. В 1851 году за присланный в Академию художеств пейзаж «Вид из окрестностей реки Выксы близ Мурома во Владимирской губернии» она была награждена большой серебряной медалью. 
В 1852—1853 годах Сухово-Кобылина вместе Мейером путешествовала по югу России, написала замечательные пейзажи с натуры в Крыму. Эти произведения были оценены по достоинству — Академия художеств в 1853 году присудила ей малую золотую медаль.
В 1854 году Софья Васильевна окончила обучение в Академии художеств с большой золотой медалью, полученной ею за два крымских вида, написанных с натуры («Татарская сакля в Крыму близ Урзуфа» и «Татарская сакля в Крыму близ Алушты»), и картину «Сосновый бор в окрестностях Мурома», созданную по этюдам из Выксы.
Своё награждение золотой медалью Софья Васильевна впоследствии изобразит на автобиографичном полотне «Софья Васильевна Сухово-Кобылина, получающая на Акте в Академии художеств первую золотую медаль за „Пейзаж“ с натуры» (1854), тем самым продемонстрировав, что путь в академическую живопись отныне открыт и для женщин.

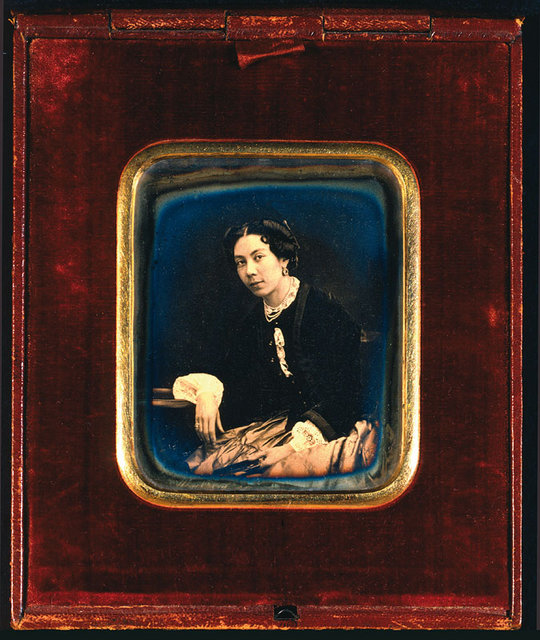
Софья Васильевна Сухово-Кобылина (1850-е)

В 1857 году Софья Васильевна уехала в Италию. В Риме её дом стал центром, где собирались все приезжающие туда русские живописцы, ценившие в ней и талантливую художницу, и женщину тонкого и блестящего ума, благородного и горячего сердца. В Италии, в последние годы жизни, Сухово-Кобылина постепенно отошла от пейзажа и занялась портретной живописью. В этот период она писала для российских журналов очерки о жизни в Италии известных русских людей. Некоторые из них, как например: «Воспоминание о последних днях жизни архимандрита Порфирия, настоятеля Русско-польской церкви в Риме» («Странник», 1867, т. 2, № 5, с. 49-73. То же. Отд. отт. Спб., 1867), — представляют интерес для историков.
О последних месяцах жизни и месте смерти Софьи Васильевны Сухово-Кобылиной сведения в разных источниках противоречивы. Так в Энциклопедическом словаре Брокгауза и Ефрона говорится, что она «умерла в Риме», а в «Русском биографическом словаре» А. А. Половцова сообщается, что «в 1867 году она переехала из Рима в имение своего отца (Кобылинка Чернского уезда Тульской губернии), где скоро и скончалась» (25 сентября 1867).

## Творческое наследие художницы
После смерти Софьи Васильевны на академической выставке 1868 года были представлены 174 её художественных произведения. Почти все они были распроданы, что свидетельствует о высоком творческом мастерстве художницы. Большинство работ представляли собой итальянские пейзажи и портреты знаменитых итальянцев. Но были среди них и произведения русской тематики: «Головка русской девочки. Этюд», «Русский лес. Этюд», «Русская местность» и др.
В настоящее время большая часть живописных произведений Софьи Сухово-Кобылиной находится в частных собраниях России и других стран. Есть картины и этюды С. В. Сухово-Кобылиной и в музеях: в Третьяковской галерее — «Софья Васильевна Сухово-Кобылина, получающая на Акте в Академии художеств первую золотую медаль за „Пейзаж“ с натуры», «Перед грозой», «Итальянский пейзаж», «Старое дерево у скалы»; в Днепропетровском художественном музее — «Автопортрет»; в Историко-художественном музее города Выксы и др.

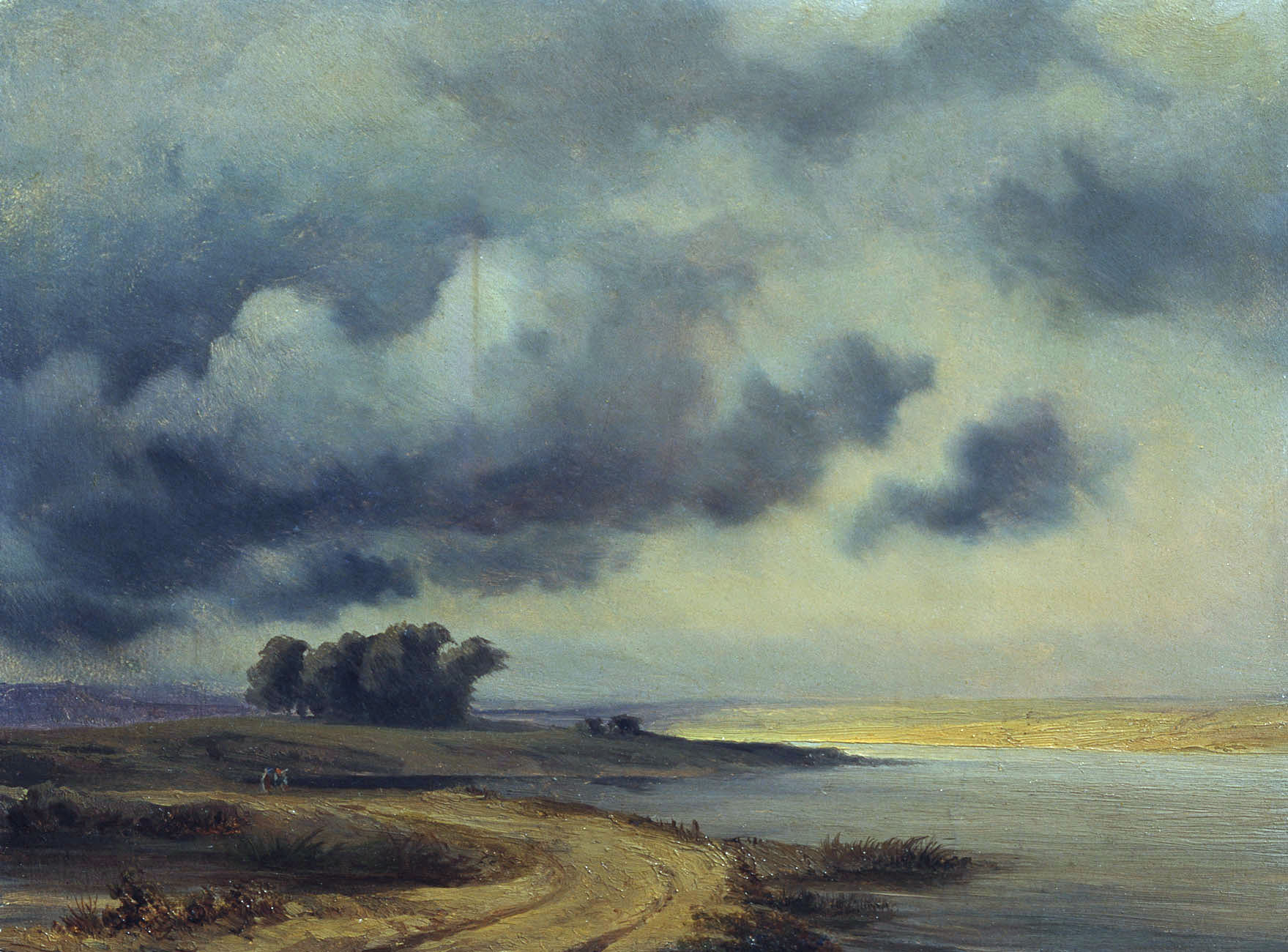
Перед грозой
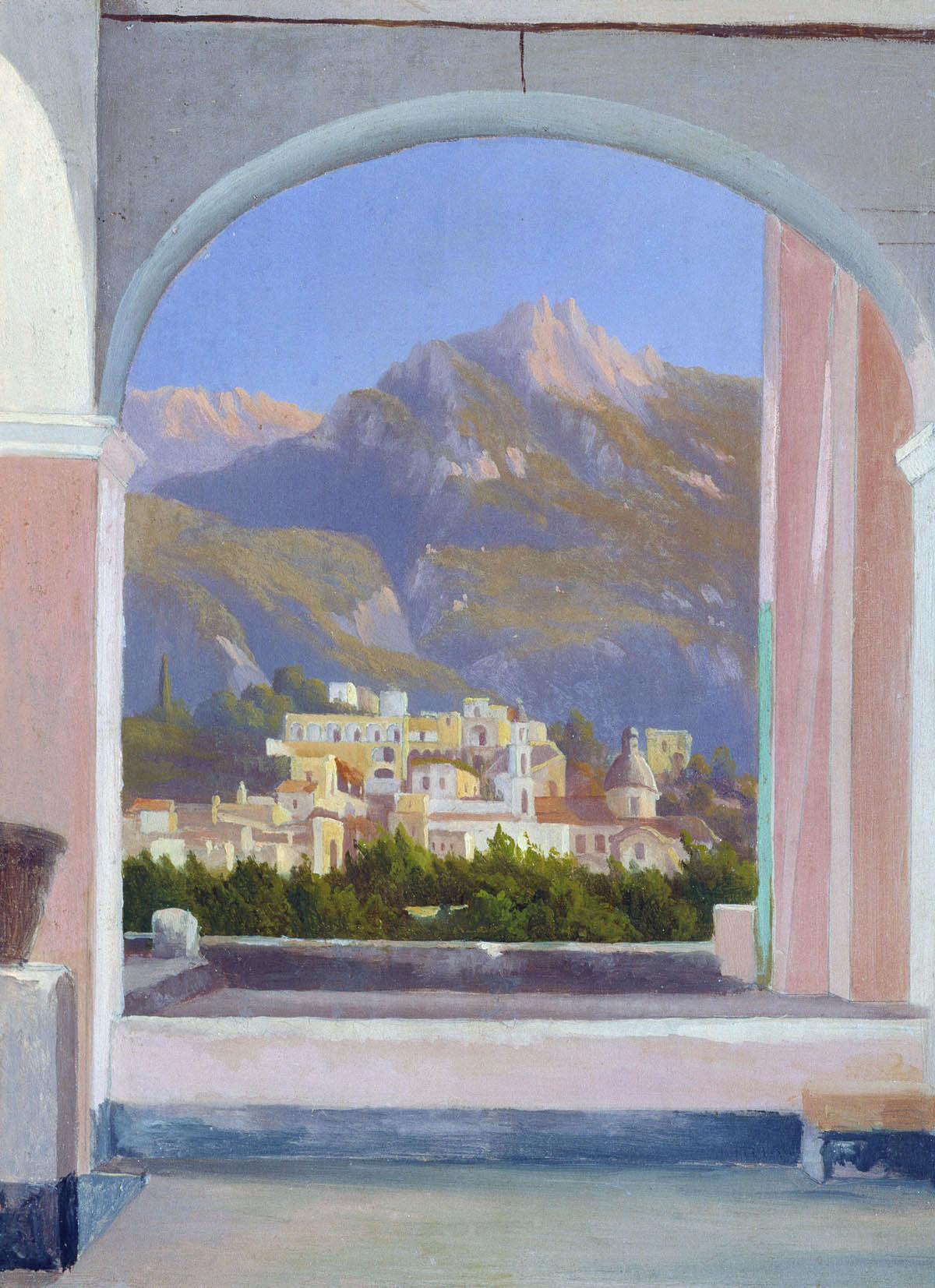
Итальянский пейзаж (этюд)
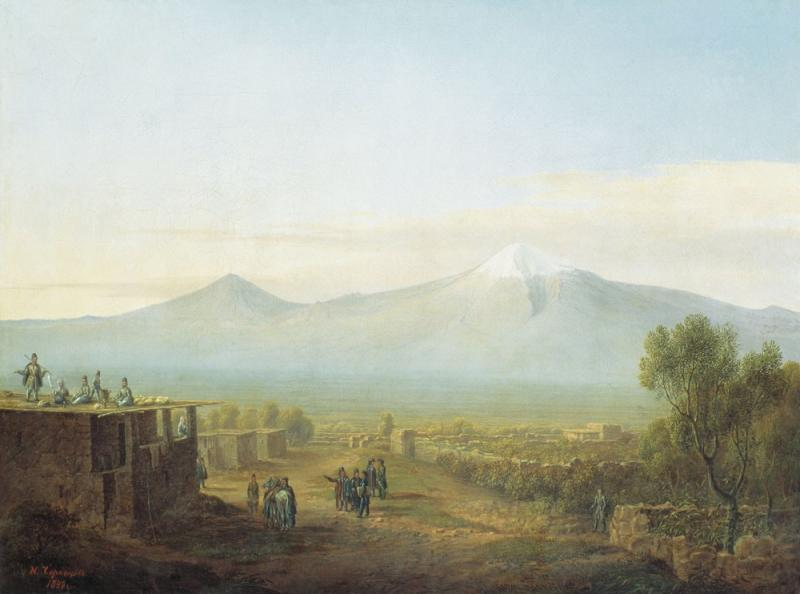
Итальянский пейзаж